# 臭味假柴龙树
臭味假柴龙树（学名：Nothapodytes foetida），为茶茱萸科假柴龙树属下的一个植物种。